# Pallavolo ai XII Giochi panafricani
I tornei di pallavolo ai XII Giochi panafricani si sono disputati durante la XII edizione dei Giochi panafricani, che si è svolta a Rabat nel 2019.

## Podi
| Evento                      | Oro     | Argento | Bronzo  |
| Torneo maschile (dettagli)  | Camerun | Algeria | Egitto  |
| Torneo femminile (dettagli) | Kenya   | Camerun | Marocco |